# Robert Horton Cameron
Pour les articles homonymes, voir Cameron.
Cet article possède un paronyme, voir Robert Cameron.
Robert Horton Cameron (17 mai 1908 - 17 juillet 1989) est un mathématicien américain, qui a travaillé sur l'analyse et la théorie des probabilités. Il est connu pour le théorème de Cameron-Martin.

## Formation et carrière
Cameron obtient son doctorat en 1932 de l'Université Cornell sous la direction de Wallie Abraham Hurwitz (en),. Il étudie dans le cadre d'un postdoc du National Research Council à l'Institute for Advanced Study de Princeton de 1933 à 1935. Cameron est membre du corps professoral du MIT de 1935 à 1945. Il est ensuite membre du corps professoral de l'Université du Minnesota jusqu'à sa retraite. Il passe l'année universitaire 1953-1954 en congé sabbatique à l'Institute for Advanced Study. Il est le directeur de thèse de Monroe D. Donsker et Elizabeth Cuthill (en). Il a un total de 35 doctorants à l'Université du Minnesota - ses deux premiers diplômés en 1946 et le dernier en 1977. Cameron a publié un total de 72 articles - son premier en 1934 et son dernier, à titre posthume, en 1990.
Au MIT, il travaille avec Norbert Wiener. Au cours des années 1940, Cameron et W. T. Martin, qui est de 1943 à 1946 président du département de mathématiques de l'Université de Syracuse, s'engagent dans un programme ambitieux d'extension des premiers travaux de Norbert Wiener sur les modèles mathématiques du mouvement brownien. En 1944, Cameron reçoit le prix Chauvenet pour ""Some Introductory Exercises in the Manipulation of Fourier Transforms"", paru dans National Mathematics Magazine, 1941, vol. 15, pages 331–356.